# 17 november
17 november is de 321ste dag van het jaar (322ste dag in een schrikkeljaar) in de gregoriaanse kalender. Hierna volgen nog 44 dagen tot het einde van het jaar.

## Gebeurtenissen
- Algemeen
  - 1876 - De Slavische mars van de Russische componist Tsjaikovski gaat in première in Moskou tijdens een benefietconcert van het ICRC voor gewonde veteranen uit de Servisch-Turkse oorlog.
  - 1939 - Op de Universiteit van Praag wordt door studenten gedemonstreerd tegen de Duitse bezetting van Tsjecho-Slowakije. Dit leidde tot de executie van negen studentenleiders en meer dan 1200 studenten werden naar concentratiekampen afgevoerd.
  - 1963 - Ontstaan van het eiland Surtsey voor de zuidkust van IJsland, door een onderzeese vulkaanuitbarsting, die tot 5 juni 1967 zal duren.
  - 1963 - Opening van de Europabrücke, een brug van 777 meter en een spanwijdte van 657 meter over het Wipptal ten zuiden van Innsbruck in Oostenrijk (Tirol).
  - 1995 - In Delft, Nederland, wordt het wereldrecord Tetris spelen gevestigd bij de faculteit Elektrotechniek.[1]
  - 1997 - In Luxor, Egypte worden bij de Tempel van Hatsjepsut (Deir el Bahari) 63 mensen (onder wie 58 toeristen) vermoord tijdens een aanslag door moslimmilitanten.
  - 2006 - Een nieuw wereldrecord bij Domino Day in Leeuwarden: 4.079.381 steentjes zijn omgevallen.
  - 2007 - Nederlandse vertaling van Harry Potter deel 7 komt uit.
  - 2008 - Somalische piraten kapen een Saoedische olietanker in de Indische Oceaan, ruim achthonderd kilometer uit de kust van Kenia.
  - 2009 - De door Somalische piraten gekaapte Spaanse vissersboot Alakrana wordt na ruim zes weken vrijgelaten. Aan boord van de tonijnvisser zijn 36 opvarenden.
  - 2021 - Het Russische staatspersbureau TASS maakt bekend een permanente 'buitenaardse correspondent' in te willen gaan zetten in het ISS. Deze wisselende positie wordt bekleed door een kosmonaut die verslag moet gaan doen van de dagelijkse activiteiten in het ISS.[2]
  - 2022 - De rechtbank Den Haag veroordeelt twee Russen en een Oekraïner tot een levenslange gevangenisstraf vanwege hun betrokkenheid bij het in 2014 neerhalen van vlucht MH17 boven Oekraïne. Een vierde verdachte wordt vrijgesproken. Geen van de verdachten is zelf bij het proces aanwezig.[3]
- Kunst en cultuur
  - 2021 - Schrijfster Lale Gül wint de NS Publieksprijs met haar boek 'Ik ga leven'.[4]
- Oorlog
  - 1941 - Joseph Grew, de Amerikaanse ambassadeur in Japan, meldt het State Department dat Japan van plan is Pearl Harbor aan te vallen. Zijn telegram wordt genegeerd.
  - 1945 - De door Nederland geleende onderzeeboot Hr. Ms. Zeehond wordt teruggegeven aan de Royal Navy.[1]
  - 1970 - Luitenant William Calley moet terechtstaan voor de massamoord in My Lai.[1]
  - 2009 - De Europese Unie besluit om Somalische regeringstroepen militaire training te geven.
- Politiek
  - 474 - Keizer Leo II overlijdt aan een natuurlijke doodsoorzaak en wordt opgevolgd door zijn vader Zeno.
  - 1558 - Elizabeth I van Engeland bestijgt de troon.[1]
  - 1800 - De Verenigde Staten nemen hun nieuwe federale hoofdstad in gebruik: Washington D.C., aan de oever van de rivier de Potomac.[1]
  - 1969 - In Helsinki gaan de SALT I-besprekingen van start.
  - 1972 - Oud-president Juan Perón keert na een ballingschap van 17 jaar terug in Argentinië.[1]
  - 1973 - In Orlando, Florida, zegt de Amerikaanse president Richard Nixon tegen 400 redacteuren van Associated Press: "I am not a crook."
  - 1983 - Het Zapatistisch Nationaal Bevrijdingsleger wordt opgericht in Chiapas, Mexico.
  - 1989 - In Tsjecho-Slowakije begint de Fluwelen Revolutie.[1]
  - 2000 - In Peru wordt president Alberto Fujimori afgezet.[1]
  - 2001 - Ibrahim Rugova wint de verkiezingen in Kosovo met bijna de helft van alle stemmen. Hashim Thaci volgt met een ruime achterstand.
- Sport
  - 1929 - Het Argentijns voetbalelftal wint voor de vierde keer de Copa América door in de slotwedstrijd met 2-0 te winnen van Uruguay.
  - 1993 - Het Tsjecho-Slowaaks voetbalelftal speelt in en tegen België (0-0) de laatste officiële interland voordat het land wordt opgesplitst.
  - 2015 - Een vriendschappelijke interland tussen het Nederlands Elftal en het Duitse Elftal werd geannuleerd door de dreiging van een bomaanslag. De wedstrijd zou in het teken staan van de aanslagen in Parijs.
  - 2019 - Voor het eerst een Nederlandse winnaar bij de Grand Prix Formule 1 van Brazilië. Max Verstappen wint de Grand Prix Formule 1 van Brazilië 2019.
  - 2020 - Het Duits voetbalelftal lijdt zijn grootste verlies uit de geschiedenis door in de Nations League met 6-0 van Spanje te verliezen.
  - 2023 - De Britse voetballer Jude Bellingham wordt uitgeroepen tot winnaar van de Golden Boy award en de Colombiaanse voetbalster Linda Caicedo wordt uitgeroepen tot winnares van de Golden Girl award.[5][6]
- Wetenschap en technologie
  - 1869 - In Egypte wordt het Suezkanaal geopend.[1]
  - 1947 - De transistor wordt uitgevonden door John Bardeen, Walter Brattain en William Shockley. Zij kregen hier in 1956 de Nobelprijs voor de Natuurkunde voor uitgereikt.
  - 1967 - Het onbemande Surveyor 6 ruimtevaartuig van NASA stijgt op van het Maanoppervlak en is daarmee het eerste ruimtevaartuig dat dit doet, het toestel landt vervolgens weer een paar meter verderop.[7]
  - 1970 - De Lunokhod 1 landt op de Maan. Het is de eerste op afstand bestuurde robot die op een ander hemellichaam landt.
  - 1970 - Douglas Engelbart verkrijgt octrooi op de muis.[1][8]
  - 1988 - Vanaf half drie 's middags is Nederland verbonden met NSFnet, een voorloper van het huidige internet, als tweede land ter wereld. De goede contacten van Piet Beertema hebben hierbij een essentiële rol gespeeld.
  - 1997 - Begin van olieontginning op Hibernia GBS op de Grand Banks van Newfoundland, het grootste productieplatform ter wereld.
  - 2003 - De Japanse magneetzweeftrein Maglev haalt tijdens een onbemande testrit een recordsnelheid van 560 kilometer per uur.
  - 2010 - Op het CERN in Genève slaagt men er voor het eerst in atomen van antimaterie vast te houden zodat er niet direct annihilatie plaatsvindt.
  - 2022 - Ruimtewandeling van de CNSA taikonauten Chen Dong en Cai Xuzhe voor het installeren van apparatuur aan het Chinese ruimtestation Tiangong.[9]
  - 2022 - Ruimtewandeling van de Roskosmos kosmonauten Sergej Prokopjev en Dmitri Petelin als voorbereiding voor een toekomstige verplaatsing van apparatuur aan de buitenzijde van het ISS.[10]
  - 2022 - Het door een zonnezeil aangedreven LightSail 2 ruimtevaartuig valt terug in de atmosfeer waarmee na ruim 3 jaar een eind komt aan de missie die door crowdfunding tot stand is gebracht.[11]

## Geboren

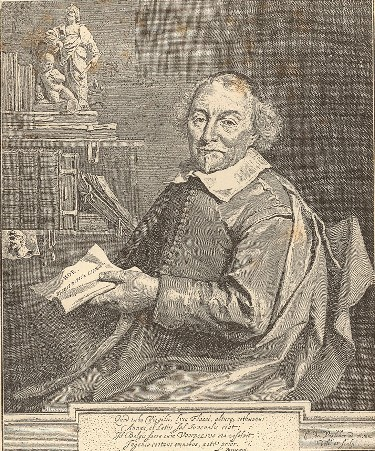
Joost van den Vondel
geboren in 1587

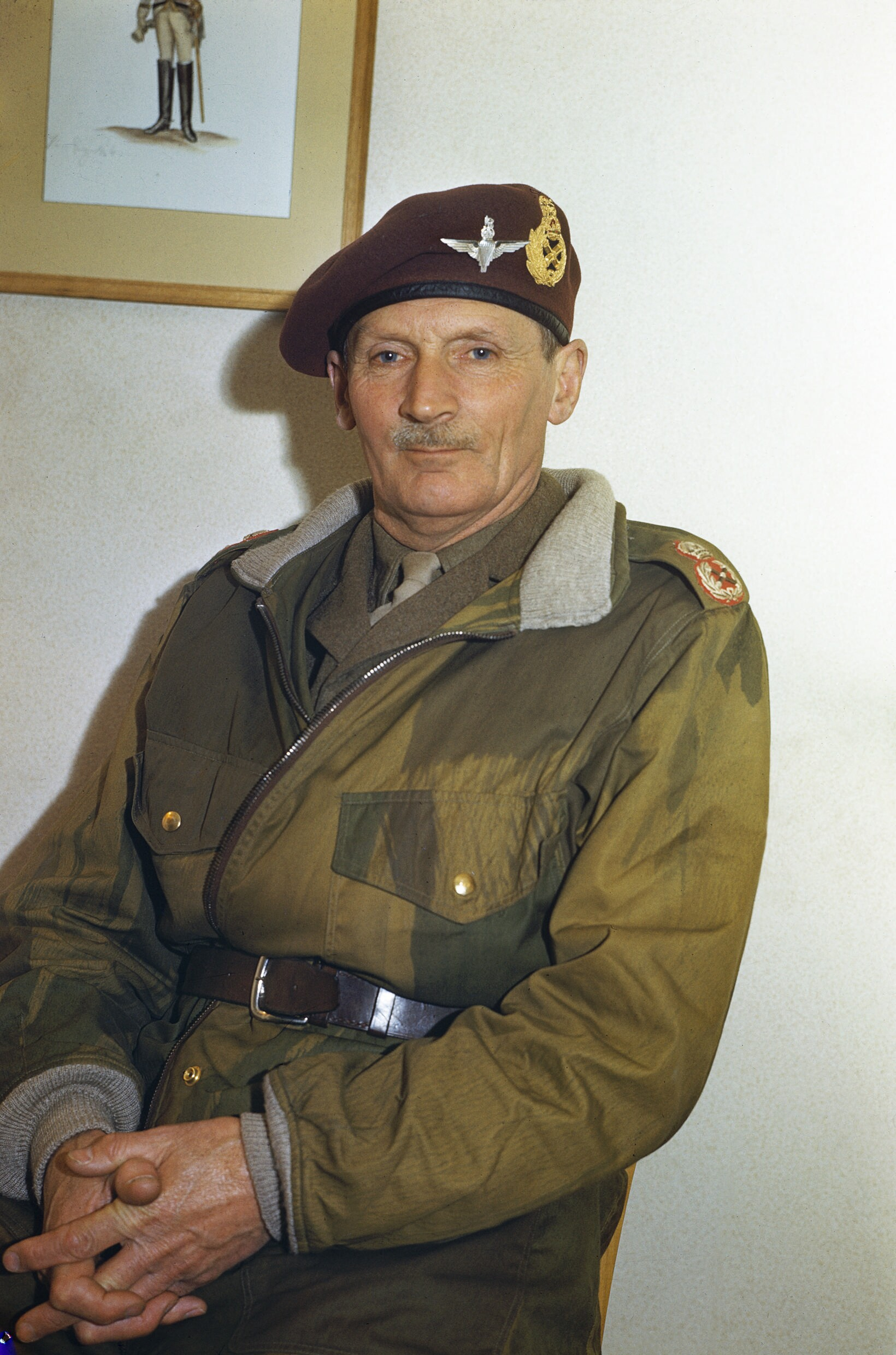
Bernard Montgomery
geboren in 1887

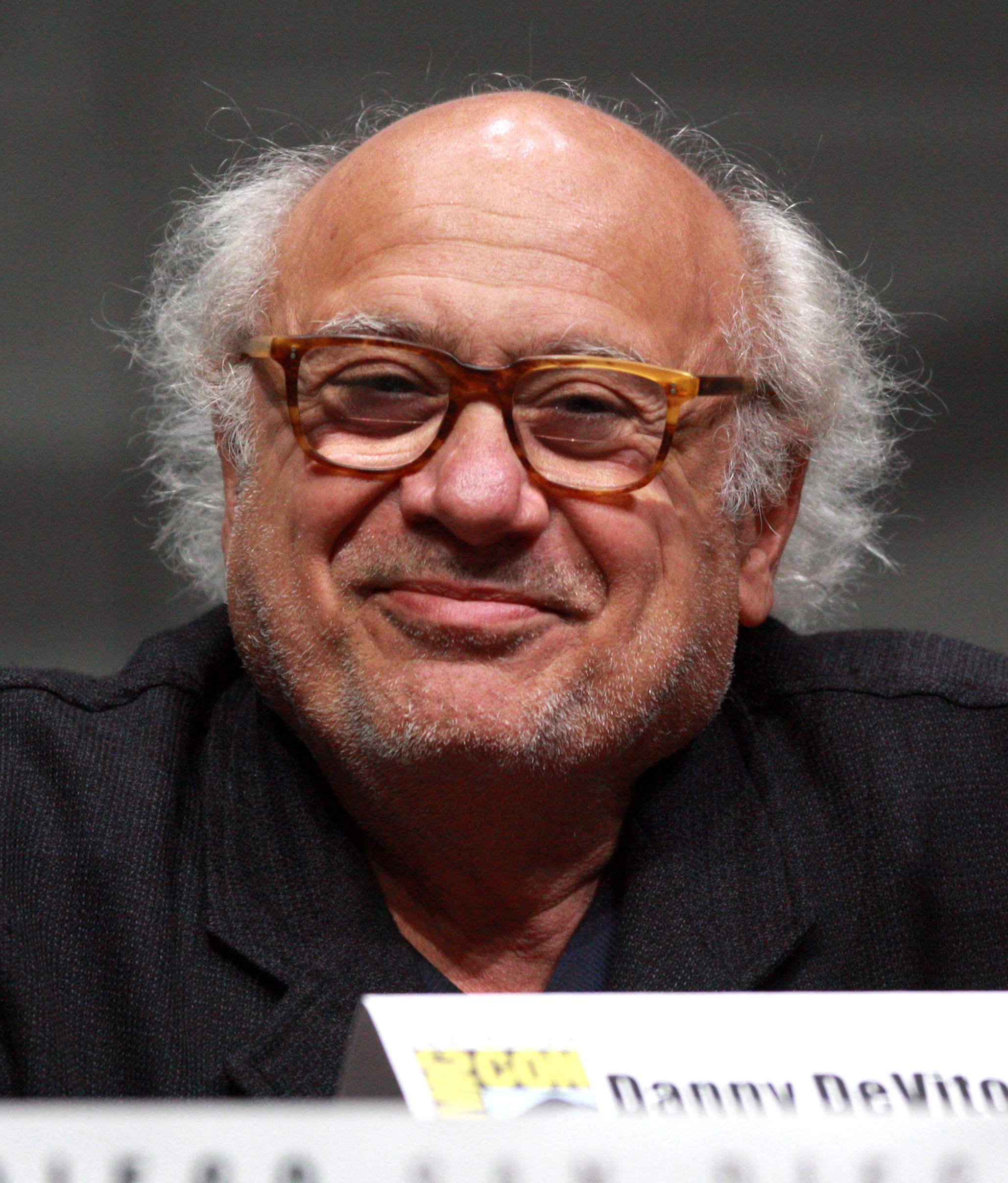
Danny DeVito
geboren in 1944

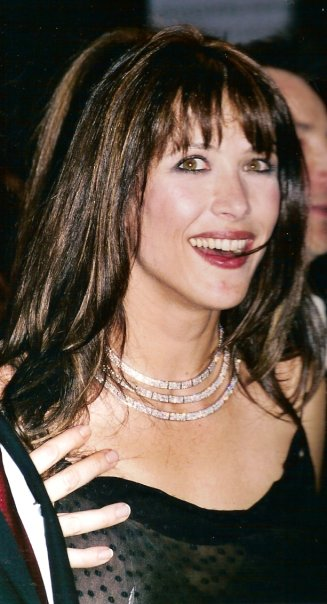
Sophie Marceau
geboren in 1966

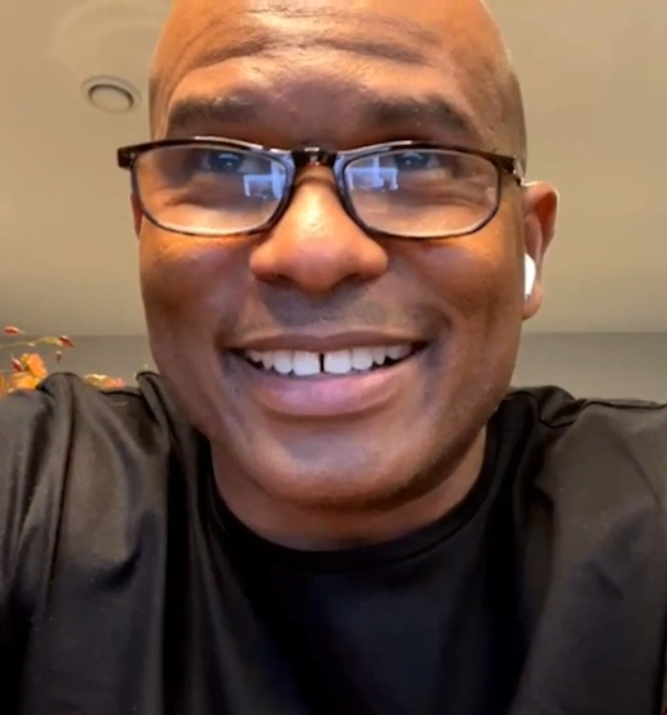
Roué Verveer
geboren in 1972

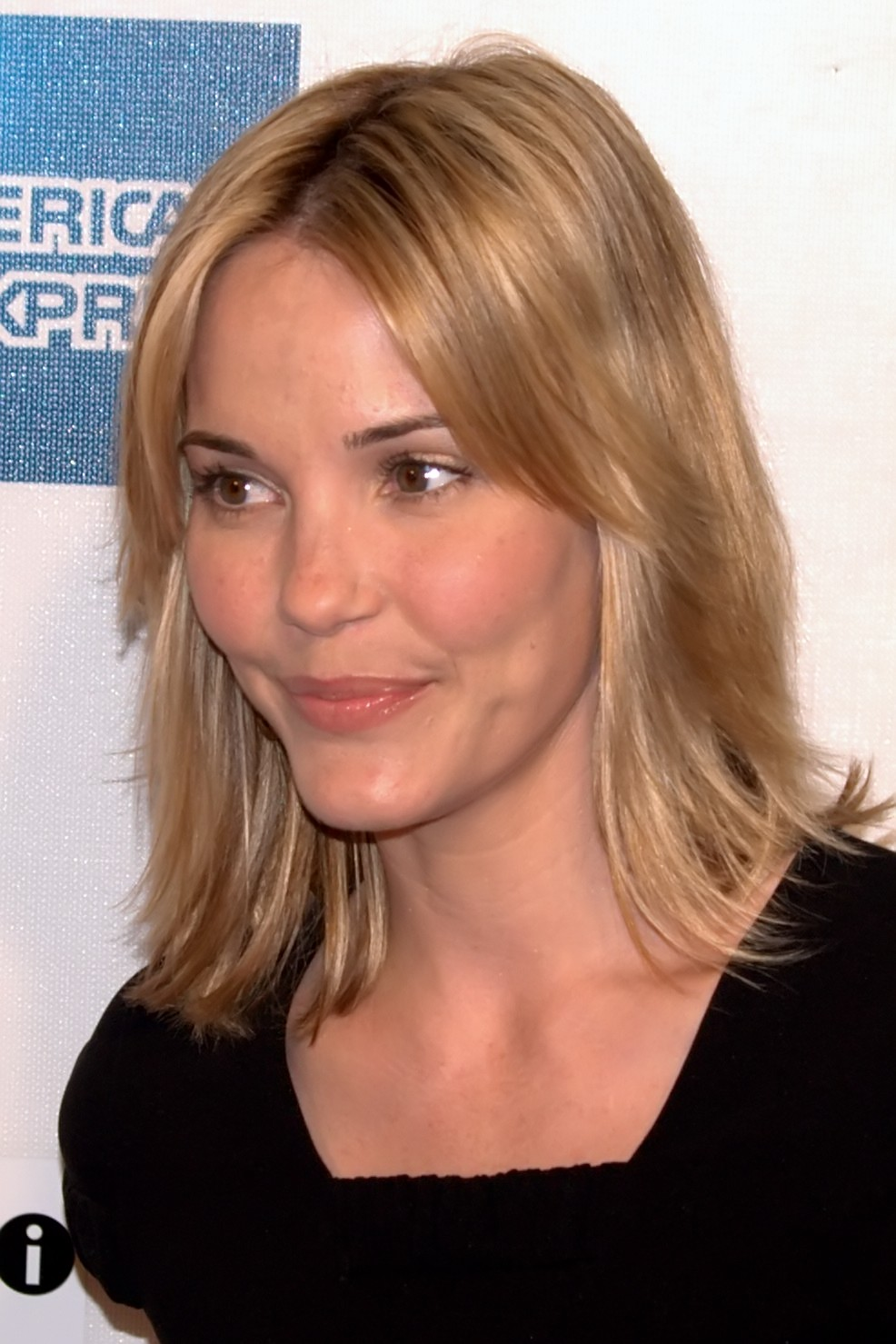
Leslie Bibb
geboren in 1974

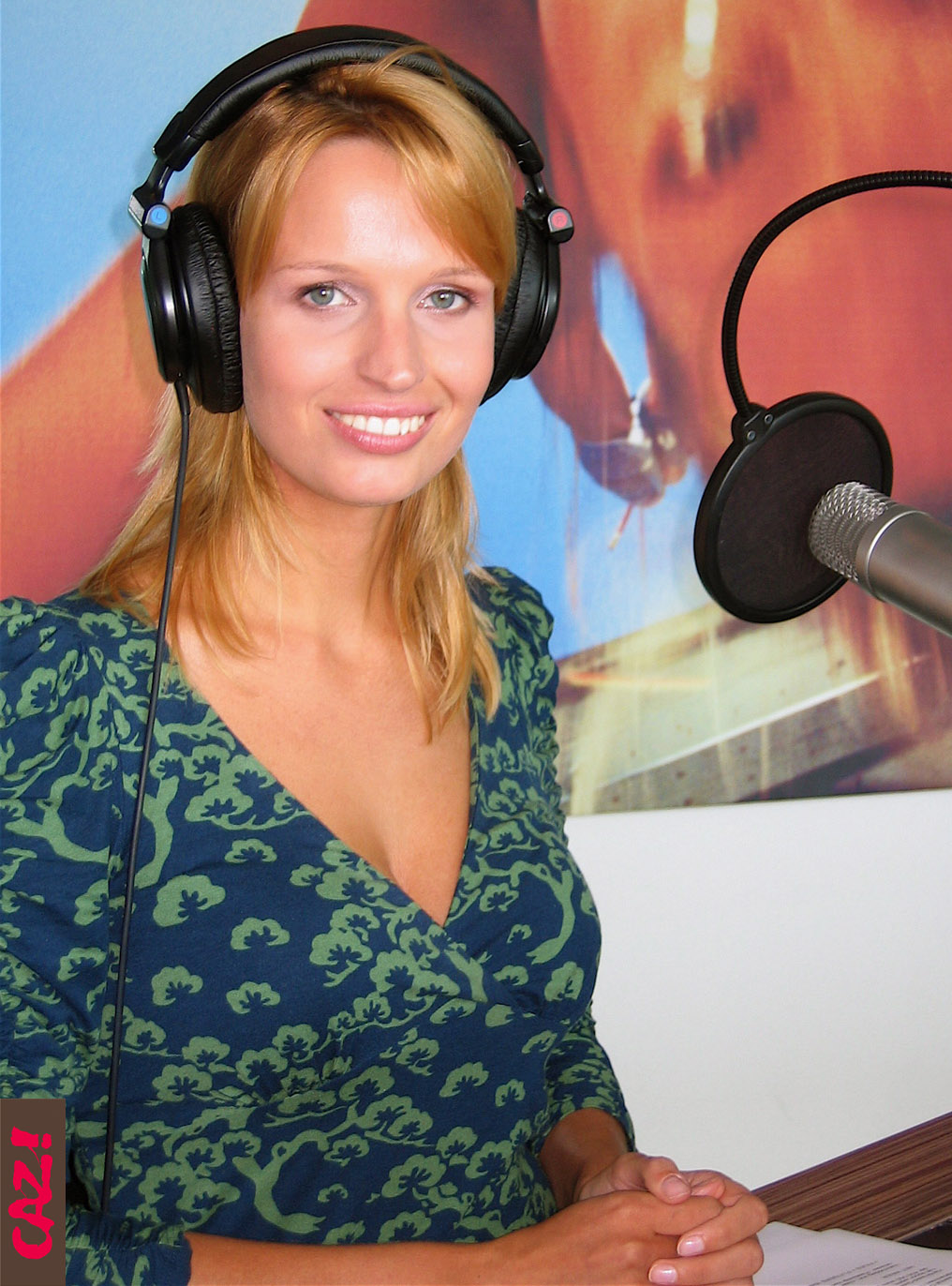
Marisa Heutink
geboren in 1978

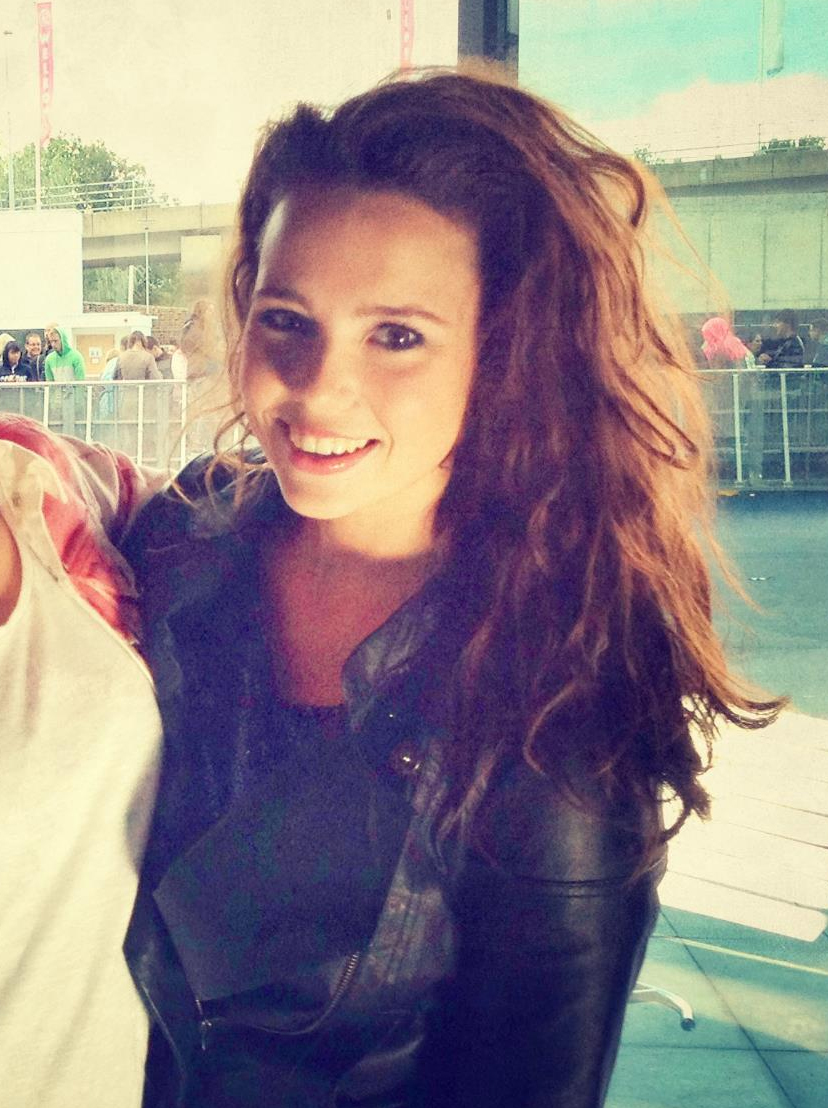
Gwen van Poorten
geboren in 1989

- 9 - Titus Flavius Vespasianus, Romeins keizer (overleden 79)
- 1495 - Johan III van Nassau-Beilstein, graaf van Nassau-Beilstein (overleden 1561)
- 1503 - Agnolo Bronzino, Italiaans schilder (overleden 1572)
- 1587 - Joost van den Vondel, Nederlands dichter en toneelschrijver (overleden 1679)
- 1627 - Johan George II van Anhalt-Dessau, vorst van Anhalt-Dessau (overleden 1693)
- 1755 - Lodewijk XVIII van Frankrijk, koning van Frankrijk (overleden 1824)
- 1790 - August Ferdinand Möbius, Duits wiskundige (overleden 1868)
- 1827 - Anton Rosenkranz, Tsjechisch componist en dirigent (overleden 1888)
- 1850 - Max Spohr, Duitse uitgever en homorechtenactivist (overleden 1905)
- 1855 - John Frederik Hulk, Nederlands kunstschilder (overleden 1913)
- 1857 - Eva Bonnier, Zweeds kunstschilderes (overleden 1909)
- 1870 - Lodewijk de Raet, Belgisch econoom en politicus (overleden 1914)
- 1883 - Henk Robijns, Nederlands biljarter (overleden 1959)
- 1885 - Hendrik de Man, Belgisch politicus (overleden 1953)
- 1887 - Bernard Montgomery, Brits veldmaarschalk (overleden 1976)
- 1888 - Fritz Tscherter, Duits voetballer (overleden 1963)
- 1892 - Pim van Boetzelaer van Oosterhout, Nederlands politicus (overleden 1986)
- 1894 - Eelco van Kleffens, Nederlands politicus (overleden 1983)
- 1896 - Lev Vygotski, Russisch filosoof, psycholoog en kunstenaar (overleden 1934)
- 1900 - Hildegard Michaelis, Duits, in Nederland werkzaam textielkunstenares en oprichtster van drie Benedictijner kloosters (overleden 1982)
- 1900 - Hennie Schouten, Nederlands organist en muziektheoreticus (overleden 1970)
- 1901 - Raymond Chevreuille, Belgisch componist (overleden 1976)
- 1901 - Lee Strasberg, Oostenrijks-Amerikaans acteur en leraar (overleden 1982)
- 1903 - Wim Anderiesen, Nederlands voetballer (overleden 1944)
- 1904 - Isamu Noguchi, Japans-Amerikaans beeldhouwer (overleden 1988)
- 1905 - Koningin Astrid van België (overleden 1935)
- 1906 - Hugh Edwards, Brits roeier (overleden 1972)
- 1906 - Soichiro Honda, Japans autofabrikant (overleden 1991)
- 1908 - Thore Enochsson, Zweeds atleet (overleden 1993)
- 1911 - William Tannen, Amerikaans acteur (overleden 1976)
- 1913 - Hugo Mann, Duits ondernemer (overleden 2008)
- 1915 - Albert Malbois, Frans bisschop (overleden 2017)
- 1918 - Eddie Stijkel, Nederlands econoom en politicus (overleden 1982)
- 1920 - Hans Roelen, Nederlands politicus (overleden 2005)
- 1921 - Albert Bertelsen, Deens schilder (overleden 2019)
- 1921 - Fré Meis, Nederlands vakbondsvoorzitter en politicus (overleden 1992)
- 1922 - Stanley Cohen, Amerikaans biochemicus en Nobelprijswinnaar (overleden 2020)
- 1923 - Aristides Pereira, Kaapverdisch politicus (overleden 2011)
- 1924 - Luc Lutz, Nederlands acteur (overleden 2001)
- 1925 - Rock Hudson, Amerikaans acteur (overleden 1985)
- 1926 - Christopher Weeramantry, Sri Lankaans advocaat, hoogleraar en rechter (overleden 2017)
- 1927 - Dries Jans, Nederlands voetballer (overleden 2017)
- 1927 - Maurice Rosy, Belgisch striptekenaar (overleden 2013)
- 1928 - Arman, Frans-Amerikaans kunstenaar (overleden 2005)
- 1928 - Dick Holthaus, Nederlands modeontwerper (overleden 2015)
- 1928 - Rance Howard, Amerikaans acteur, filmproducent en scenarioschrijver (overleden 2017)
- 1928 - Don Lawrence, Brits stripauteur (overleden 2003)
- 1929 - Jimmy Reece, Amerikaans autocoureur (overleden 1958)
- 1930 - Bob Mathias, Amerikaans atleet en politicus (overleden 2006)
- 1930 - Dragoslav Mihailović, Servisch schrijver (overleden 2023)
- 1931 - Pierre Nora, Frans historicus (overleden 2025)
- 1933 - Benito Juarez, Braziliaans dirigent (overleden 2020)
- 1933 - Roger Leloup, Belgisch stripauteur
- 1934 - Oscar Cruz, Filipijns aartsbisschop (overleden 2020)
- 1934 - Jim Inhofe, Amerikaans politicus (overleden 2024)
- 1936 - Leni van Rijn-Vellekoop, Nederlands politica
- 1937 - Frans Moree (86), Nederlands burgemeester (overleden 2024)
- 1938 - Gordon Lightfoot, Canadees singer-songwriter (overleden 2023)
- 1938 - Eddy Sedoc, Surinaams politicus en diplomaat (overleden 2011)
- 1939 - Chris Craft, Brits autocoureur (overleden 2021)
- 1939 - Yūya Uchida, Japans rockzanger en acteur (overleden 2019)
- 1940 - Luke Kelly, Iers volkszanger en muzikant (overleden 1984)
- 1940 - Jelena Petoesjkova, Sovjet-Russisch amazone (overleden 2007)
- 1942 - Derek Clayton, Australisch atleet
- 1942 - Kaing Guek Eav, Cambodjaans gevangenisdirecteur en mensenrechtenschender (overleden 2020)
- 1942 - Bo Holmberg, Zweeds politicus (overleden 2010)
- 1942 - Hans Jansen, Nederlands arabist en politicus (overleden 2015)
- 1942 - Annemarie Oster, Nederlands actrice, schrijfster en columniste
- 1942 - Martin Scorsese, Amerikaans regisseur
- 1944 - Gene Clark, Amerikaans singer-songwriter (overleden 1991)
- 1944 - Danny DeVito, Amerikaans acteur
- 1944 - Gerrit Holdijk, Nederlands politicus (overleden 2015)
- 1944 - Rem Koolhaas, Nederlands architect
- 1944 - Arie Visser, Nederlands dichter (overleden 1997)
- 1945 - Roland Joffé, Brits-Frans filmregisseur
- 1945 - Damien Magee, Noord-Iers autocoureur
- 1946 - Martin Barre, Brits gitarist
- 1946 - Lars Boom, Nederlands scenarioschrijver
- 1947 - Hannah Belliot, Nederlands politica
- 1947 - Rod Clements, Brits muzikant (Lindisfarne)
- 1947 - Eefje van Wissen, Nederlands atlete
- 1948 - Iain Sutherland, Brits (Schots) muzikant (Sutherland Brothers)
- 1949 - John Boehner, Amerikaans politicus
- 1949 - Gert Ligterink, Nederlands journalist en schaker
- 1949 - Nguyễn Tấn Dũng, Vietnamees politicus; minister-president 2006-2016
- 1950 - Roland Matthes, Oost-Duits zwemmer en olympisch kampioen (overleden 2019)
- 1950 - Frank Ouweneel, Nederlands Bijbelleraar
- 1951 - Stephen Root, Amerikaans acteur
- 1952 - Ties Kruize, Nederlands hockeyer
- 1952 - Roman Ogaza, Pools voetballer (overleden 2006)
- 1952 - Rabin Parmessar, Surinaams politicus
- 1954 - Bert Bevers, Nederlands dichter en beeldend kunstenaar
- 1954 - Jan Hendriks, Nederlands bisschop van Haarlem-Amsterdam
- 1955 - Peter Cox, Brits muzikant (Go West)
- 1955 - Terry Verbiest, Belgisch presentator, ondernemer en journalist (overleden 2022)
- 1958 - Wolfgang Glüxam, Oostenrijks organist en clavecinist (overleden 2020)
- 1960 - Jonathan Ross, Brits televisie- en radiopresentator
- 1961 - Eric Balemans, Nederlands politicus (overleden 2021)
- 1961 - Helmut Bradl, Duits motorcoureur
- 1961 - Vince Mendoza, Amerikaans arrangeur, dirigent en componist
- 1961 - Wolfram Wuttke, Duits voetballer (overleden 2015)
- 1962 - Henk Gommer, Nederlands atleet
- 1962 - Jean-Claude Van Geenberghe, Belgisch springruiter (overleden 2009)
- 1963 - Dylan Walsh, Amerikaans acteur
- 1964 - Fofi Gennimata, Grieks politica (overleden 2021)
- 1964 - Krzysztof Warzycha, Pools voetballer
- 1965 - Alain Van Den Bossche, Belgisch wielrenner
- 1966 - Jeff Buckley, Amerikaans singer/songwriter en gitarist (overleden 1997)
- 1966 - Sophie Marceau, Frans actrice
- 1967 - Mons Ivar Mjelde, Noors voetballer en voetbalcoach
- 1967 - Milo Schoenmaker, Nederlands politicus
- 1968 - Tom Kipp, Amerikaans motorcoureur
- 1968 - Amber Michaels, Amerikaans pornoactrice
- 1969 - Jean-Michel Saive, Belgisch tafeltennisser
- 1969 - Rebecca Walker, Amerikaans feministe en schrijver
- 1970 - Paul Allender, Brits heavymetalgitarist
- 1970 - Max Huiberts, Nederlands voetballer
- 1971 - Michael Adams, Engels schaker
- 1972 - Claire Brouwer, Nederlands presentatrice en actrice
- 1972 - Roué Verveer, Nederlands-Surinaams cabaretier
- 1973 - Aleksej Oermanov, Russisch kunstschaatser
- 1973 - Bernd Schneider, Duits voetballer
- 1974 - Eunice Barber, Sierra Leoons/Frans atlete
- 1974 - Leslie Bibb, Amerikaans actrice
- 1974 - Berto Romero, Spaans humorist
- 1976 - Diane Neal, Amerikaans actrice
- 1976 - Ervin Skela, Albanees voetballer
- 1977 - Jairo Castillo, Colombiaans voetballer
- 1977 - Andreja Mali, Sloveens biatlete en langlaufster
- 1977 - Ryk Neethling, Zuid-Afrikaans zwemmer
- 1978 - Zoë Bell, Nieuw-Zeelands stuntvrouw en actrice
- 1978 - Otto-Jan Ham, Nederlands dj, radio- en tv-presentator
- 1978 - Marisa Heutink, Nederlands dj
- 1978 - Rachel McAdams, Canadees actrice
- 1978 - Kurtis Roberts, Amerikaans motorcoureur
- 1978 - Bram Ronnes, Nederlands beachvolleyballer
- 1978 - Tom Ellis, Welsh acteur
- 1979 - Mikel Astarloza, Spaans wielrenner
- 1979 - Zohair El Yassini, Nederlands politicus
- 1979 - Diego Perrone, Uruguayaans voetballer
- 1980 - Santo Anzà, Italiaans wielrenner
- 1980 - Ricky van den Bergh, Nederlands voetballer
- 1980 - Brad Bradley, Amerikaans professioneel worstelaar
- 1980 - Gilles De Coster, Belgisch sportpresentator
- 1981 - Sarah Harding, Brits zangeres, model en actrice (overleden 2021)
- 1981 - Alexander Harkam, Oostenrijks voetbalscheidsrechter
- 1981 - Maud Mulder, Nederlands zangeres
- 1981 - Bojana Novakovic, Servisch actrice
- 1981 - Nadie Reyhani, Nederlands zangeres en songwriter, dochter van Nadieh
- 1982 - Andrij Serdinov, Oekraïens zwemmer
- 1983 - Jodie Henry, Australisch zwemster
- 1983 - Sharon Kips, Nederlands zangeres
- 1983 - Audrey Lacroix, Canadees zwemster
- 1983 - Margot Neyskens, Belgisch actrice
- 1983 - Christopher Paolini, Amerikaans schrijver
- 1983 - Bastin Verweij, Nederlands voetballer
- 1984 - Erik Solbakken, Noors presentator
- 1986 - Lieselot Matthys, Belgisch atlete
- 1986 - Nani, Portugees voetballer
- 1986 - Greg Rutherford, Brits atleet
- 1986 - Alexis Vastine, Frans bokser (overleden 2015)
- 1987 - Kat DeLuna, Dominicaans-Amerikaans zangeres
- 1987 - Gemma Spofforth, Brits zwemster
- 1988 - David Pecceu, Belgisch atleet
- 1988 - Queeny Rajkowski, Nederlands politica
- 1989 - Gwen van Poorten, Nederlands presentatrice
- 1990 - Shanica Knowles, Amerikaans actrice
- 1991 - Frenna, Nederlands rapper
- 1991 - Nicole Gontier, Italiaans biatlete
- 1992 - Natasha Morrison, Jamaicaans atlete
- 1994 - Raquel Castro, Amerikaans actrice, zangeres en songwriter
- 1994 - Robbe Kil, Belgisch voetballer
- 1995 - Iddo van der Giessen, Nederlands organist
- 1995 - EJ Obiena, Filipijns polsstokhoogspringer
- 1996 - Ruth Jebet, Keniaans-Bahreins atlete
- 1998 - Mahaveer Raghunathan, Indiaas autocoureur
- 2000 - Adrien Maire, Frans wielrenner
- 2001 - Kate Douglass, Amerikaans zwemster
- 2001 - Kaja Korošec, Sloveens voetbalster
- 2002 - Francisca Nazareth, Portugees voetbalster
- 2003 - Jakob Breum, Deens voetballer
- 2003 - Lynn Groenewegen, Nederlands voetbalster
- 2003 - Callum Hedge, Nieuw-Zeelands autocoureur
- 2003 - Puck Hoogers, Nederlands volleybalster

## Overleden

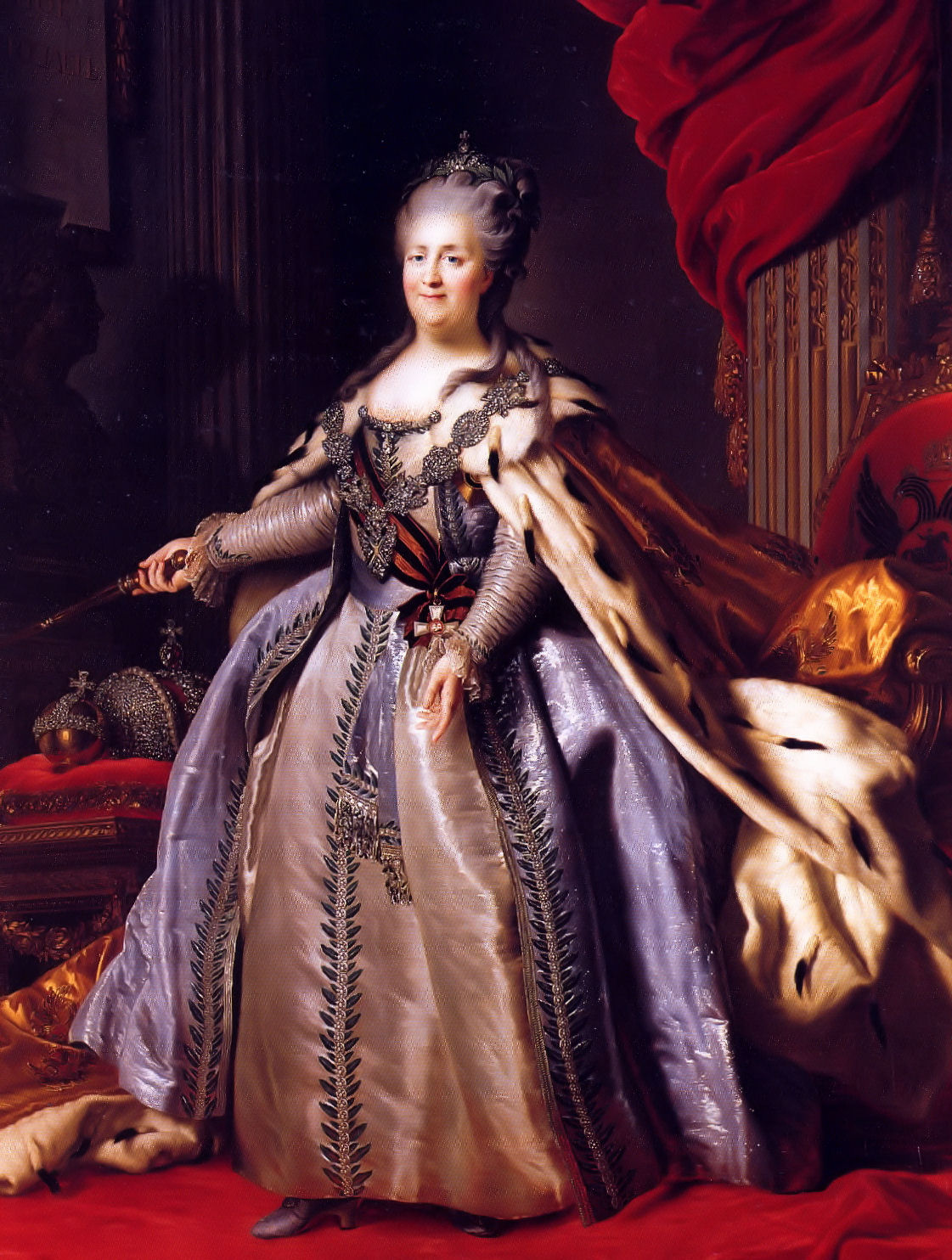
Catharina II van Rusland
overleden in 1796

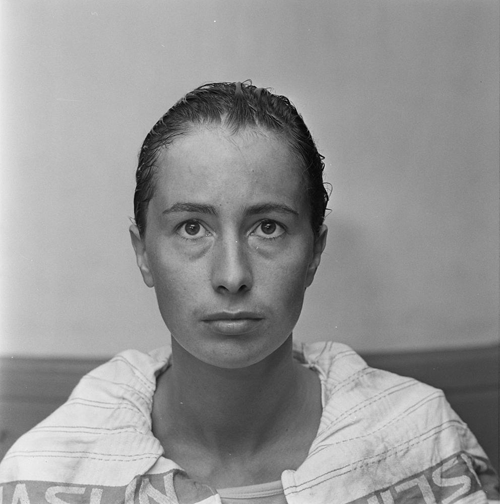
Josine van Dalsum
overleden in 2009

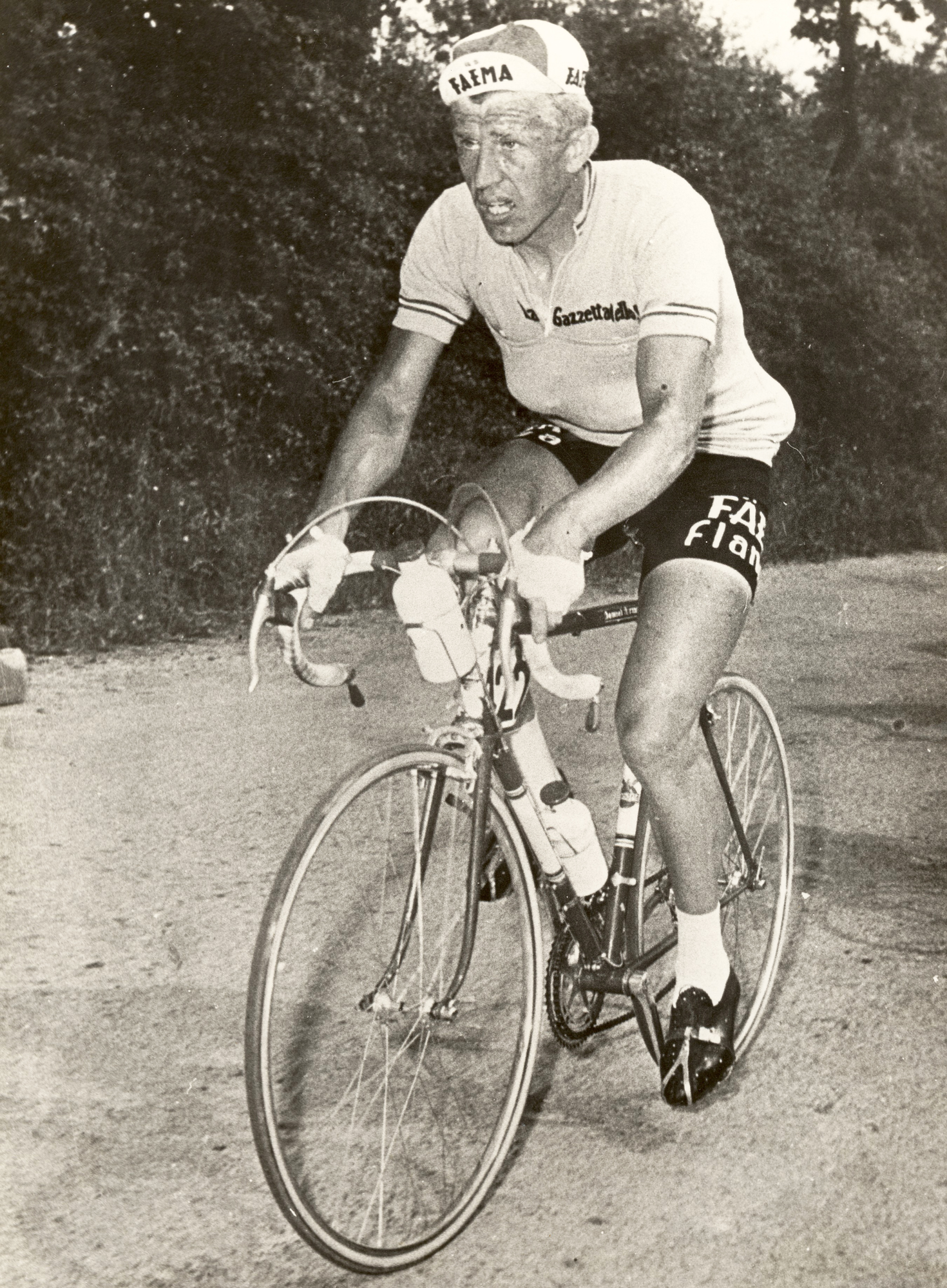
Armand Desmet
overleden in 2012

- 375 - Valentinianus I (54), Romeins keizer
- 474 - Leo II van Byzantium (7), Byzantijns keizer
- 641 - Jomei (48), Japans keizer
- 1231 - Elisabeth van Hongarije (24), landgravin van Thüringen en heilige in de Rooms-Katholieke Kerk
- 1558 - Maria I van Engeland (42), Engels koningin
- 1558 - Reginald Pole (58), Engels kardinaal en humanistisch geleerde
- 1592 - Johan III van Zweden (54), koning van Zweden
- 1673 - Jacob van der Does (50), Nederlands kunstschilder
- 1713 - Abraham van Riebeeck (60), Nederlands gouverneur-generaal van Nederlands-Indië
- 1796 - Catharina de Grote van Rusland (67)
- 1842 - John Varley (64), Engels kunstschilder
- 1862 - Maria Margaretha van Os (83), Nederlands kunstschilderes
- 1868 - Gerrit Simons, (66), Nederlands politicus
- 1905 - Adolf van Luxemburg (88), groothertog van Luxemburg
- 1917 - Auguste Rodin (77), Frans beeldhouwer
- 1920 - Franz Brentano (82), Duits filosoof
- 1924 - Eugène Simon (76), Frans arachnoloog
- 1929 - Herman Hollerith (69), Amerikaans uitvinder van de ponskaart
- 1931 - Georgi Atanasov (49), Bulgaars componist
- 1934 - Gaëtan Gatian de Clérambault (62), Frans psychiater
- 1940 - Eric Gill (58), Brits typograaf, beeldhouwer en schrijver
- 1941 - Ernst Udet (45), Duits generaal en oorlogsvlieger
- 1942 - Pieter Kikkert (50), Nederlands bestuurder in Suriname
- 1944 - Jan Houtman (27), Nederlands verzetsstrijder
- 1944 - Marinus Post (42), Nederlands verzetsstrijder
- 1955 - Helmuth Weidling (64), Duits generaal
- 1957 - Julius Gustaaf Arnout Koenders (71), Surinaams onderwijzer en schrijver
- 1958 - Frank Cadogan Cowper (81), Engels kunstschilder
- 1959 - Frits Bouwmeester jr. (74), Nederlands acteur
- 1959 - Heitor Villa-Lobos (72), Braziliaans componist
- 1962 - Stanisław Mielech (68), Pools voetballer
- 1965 - Cor Steyn (58), Nederlands musicus
- 1971 - Gladys Cooper (82), Brits actrice
- 1979 - John Glascock (28), Brits bassist
- 1980 - Jan de Spot (68), Belgisch journalist, bankier, advocaat, schrijver en politicus
- 1982 - Felix von Heijden (92), Nederlands voetballer en burgemeester.
- 1983 - R. Dobru (48), Surinaams dichter, schrijver en politicus
- 1984 - Jan Novák (63), Tsjechisch componist
- 1985 - Lon Nol (72), Cambodjaans president
- 1986 - Peter Kuhlen (87), medestichter van de Apostolische Gemeinschaft
- 1990 - Robert Hofstadter (75), Amerikaans natuurkundige
- 1990 - Peter Schilperoort (71), Nederlands jazzmusicus en bandleider
- 1993 - Eka Thoden van Velzen (78), Nederlands beeldend kunstenaar
- 1998 - Kea Bouman (94), Nederlands tennisster
- 2000 - Louis Néel (95), Frans natuurkundige
- 2002 - Abba Eban (87), Israëlisch diplomaat
- 2003 - Arthur Conley (57), Amerikaans soulzanger
- 2003 - Bert Dijkstra (83), Nederlands acteur
- 2004 - Mikael Ljungberg (34), Zweeds worstelaar
- 2006 - Ruth Brown (78), Amerikaans zangeres
- 2006 - Ferenc Puskás (79), Hongaars voetballer
- 2007 - Raghunandan Pathak (83), Indiaas rechter
- 2007 - Jan Sloots (79), Nederlands dichter en kunstschilder
- 2008 - Mohamed el-Habib Fassi-Fihri (76), Marokkaans rechter en diplomaat
- 2008 - Jelle Kuijper (39), Nederlands gitarist
- 2008 - Guy Peellaert (74), Belgisch schilder, tekenaar en fotograaf
- 2009 - Josine van Dalsum (61), Nederlands actrice
- 2010 - Isabelle Caro (28), Frans fotomodel
- 2012 - Armand Desmet (81), Belgisch wielrenner
- 2012 - Billy Scott (70), Amerikaans rhythm-and-bluesmuzikant en zanger
- 2012 - Bé Stam (73), Nederlands politicus
- 2013 - Syd Field (77), Amerikaans scenarioschrijver
- 2013 - Cor Jaring (76), Nederlands fotograaf
- 2013 - Doris Lessing (94), Brits schrijfster
- 2014 - Jimmy Ruffin (78), Amerikaans soulzanger
- 2015 - Bert van Sprang (71), oprichter van de Jongerenwerkgroep voor Sterrenkunde
- 2016 - Henk Saeijs (81), Nederlands bioloog en ingenieur
- 2017 - Salvatore 'Totò' Riina (87), Italiaans maffialeider
- 2017 - Oleksandr Salnikov (68), Sovjet-Russisch basketbalspeler
- 2017 - Naim Süleymanoğlu (50), Turks gewichtheffer
- 2018 - Cheng Kaijia (100), Chinees kernfysicus en ingenieur
- 2020 - Walter Davis (89), Amerikaans atleet en basketballer
- 2021 - Jacques Hamelink (82), Nederlands dichter en schrijver
- 2021 - Theuns Jordaan (50), Zuid-Afrikaans zanger
- 2021 - Jean Baptiste Peeters (95), Belgisch atleet
- 2021 - Klaus Wüsthoff (99), Duits componist en dirigent
- 2021 - Young Dolph (36), Amerikaans rapper
- 2022 - Frederick Brooks (91), Amerikaans computerwetenschapper
- 2022 - Piet Buijnsters (89), Nederlands letterkundige en boekhistoricus
- 2022 - Azio Corghi (85), Italiaans componist
- 2022 - Aleksandr Gorsjkov (76), Russisch kunstschaatser
- 2022 - Tomás Svoboda (82), Tsjechisch-Amerikaans componist, muziekpedagoog en dirigent
- 2023 - Seóirse Bodley (90), Iers componist, muziekpedagoog en dirigent
- 2023 - Charlie Dominici (72), Amerikaans zanger
- 2023 - Bob de Groot (82), Belgisch striptekenaar en -scenarist
- 2023 - Agustín Ibarrola (93), Spaans schilder en beeldhouwer
- 2023 - Ellen Jens (83), Nederlands televisieproducent- en regisseuse
- 2023 - Henning Munk Jensen (76), Deens voetballer
- 2023 - John C.G. Röhl (85), Brits historicus
- 2023 - Samantha (Christiane Bervoets) (75), Belgisch zangeres
- 2023 - Henri Stambouli (62), Frans voetballer en voetbaltrainer
- 2024 - Muazzez İlmiye Çığ (110), Turks archeologe

## Viering/herdenking
- Rooms-Katholieke kalender:

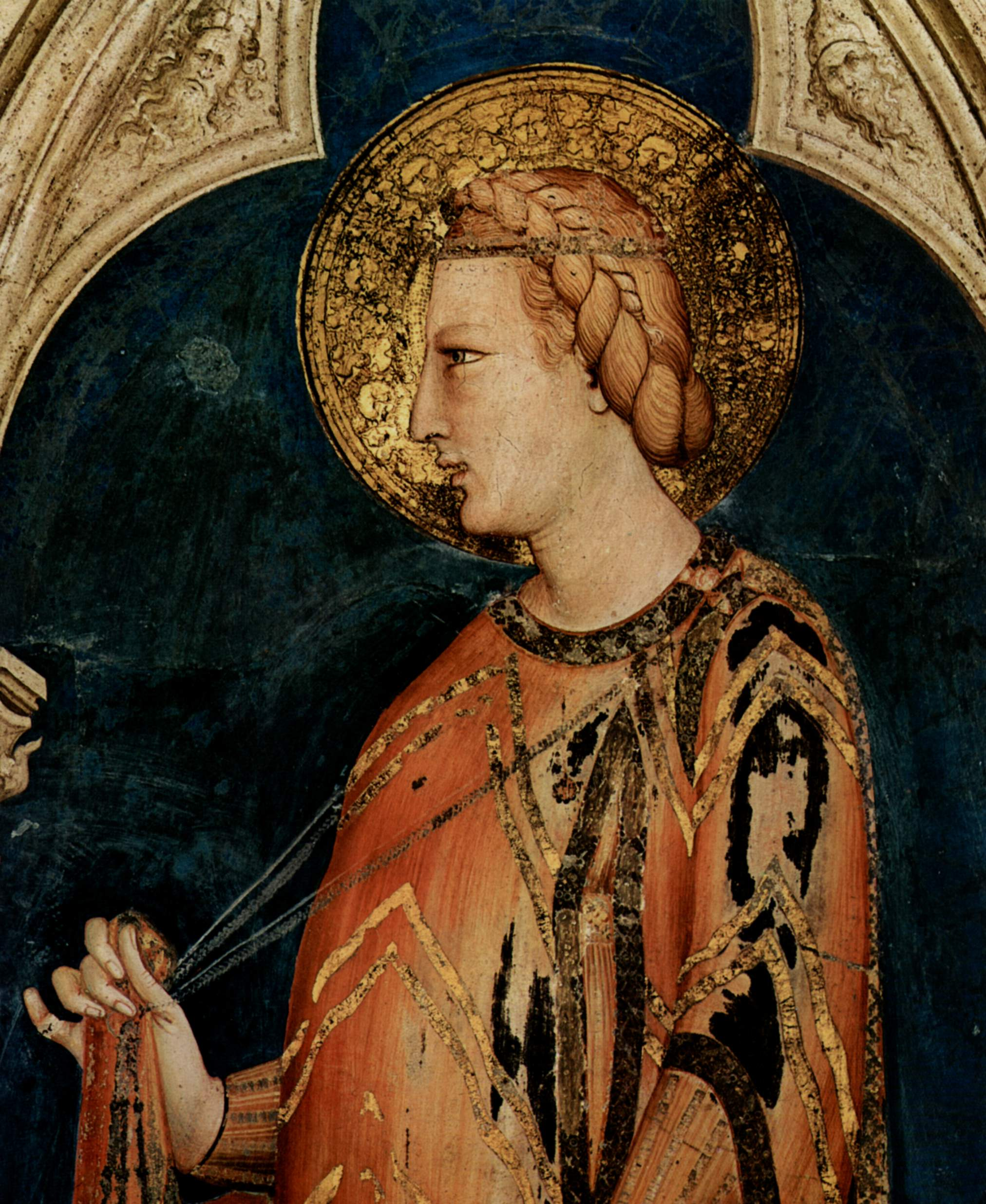
H. Elisabeth van Hongarije

  - Heilige Elisabeth van Hongarije († 1231) - Gedachtenis
  - Heilige Hilda (van Whitby) († 680)
  - Heilige Viktoria (van Córdoba) († 304)
  - Heilige Rochus Gonzalez en Gezellen († 1628)
  - Zalige Salomea (van Polen) († 1268)
  - Heilige Hugo van Lincoln († c. 1200)
  - Heilige Hugo van Noara († 1170)
  - Heilige Lazarus (Zographos) († 867)
  - Heilige Gregorius van Tours († 594)

## Weerextremen

### Nederland
| | Officiële records | Officiële records | Officiële records |      | Landelijke records | Landelijke records | Landelijke records       |
| Gebeurtenis | Jaar              | Extreem           | Locatie           | Jaar | Extreem            | Locatie            |                          |
| --- | ----------------- | ----------------- | ----------------- | ---- | ------------------ | ------------------ | ------------------------ |
| Laagste etmaalgemiddelde temperatuur (°C) | 1924              | −3,0              | De Bilt           |      | 1919               | −4,1               | Eelde                    |
| Hoogste etmaalgemiddelde temperatuur (°C) | 2015              | 13,5              | De Bilt           |      | 2015               | 14,4               | Westdorpe                |
| Laagste minimumtemperatuur (°C) | 1919              | −9,1              | De Bilt           |      | 1919               | −10,7              | Eelde                    |
| Hoogste minimumtemperatuur (°C) | 2015              | 10,9              | De Bilt           |      | 2015               | 12,4               | Westdorpe, Woensdrecht   |
| Laagste maximumtemperatuur (°C) | 1952              | 1,2               | De Bilt           |      | 1937, 1965         | −0,8               | Eelde                    |
| Hoogste maximumtemperatuur (°C) | 2015              | 15,6              | De Bilt           |      | 2015               | 16,2               | Gilze-Rijen, Westdorpe   |
| Hoogste uurgemiddelde windsnelheid (m/s) | 1906              | 18,5              | De Bilt           |      | 1935               | 24,7               | Vlissingen               |
| Hoogste windstoot (m/s) | 1960              | 27,3              | De Bilt           |      | 2016               | 35,0               | De Kooy                  |
| Langste zonneschijnduur (uur) | 1902              | 7,9               | De Bilt           |      | 1989               | 8,1                | Maastricht               |
| Langste neerslagduur (uur) | 1992              | 13,8              | De Bilt           |      | 2022               | 15,8               | De Kooy                  |
| Hoogste etmaalsom van de neerslag (mm) | 1944              | 30,5              | De Bilt           |      | 2022               | 39,3               | De Kooy                  |
| Laagste etmaalgemiddelde relatieve vochtigheid (%) | 1909              | 62                | De Bilt           |      | 1935 1973          | 61                 | Maastricht Valkenburg ZH |
| Laagste uurwaarde luchtdruk op zeeniveau (hPa) | 1940              | 981,0             | De Bilt           |      | 1940               | 975,6              | Vlissingen               |
| Hoogste uurwaarde luchtdruk op zeeniveau (hPa) | 2001              | 1038,6            | De Bilt           |      | 1985               | 1040,5             | Eelde                    |
| Officiële records worden altijd gemeten op het KNMI-weerstation in De Bilt. Landelijke records kunnen worden gemeten op elk officieel KNMI-weerstation in Nederland. |                   |                   |                   |      |                    |                    |                          |

Uitzonderlijke gebeurtenissen
- 1916 - Officieel laagste minimumtemperatuur in °C van het jaar gemeten in De Bilt: −4,1. Samen met 6 maart
- 1918 - Officieel laagste maximumtemperatuur in °C van november dit jaar gemeten in De Bilt: 2,1

### België
Dagrecords
- 1887 - Laagste etmaalgemiddelde temperatuur −2,2 °C
- 1980 - Hoogste etmaalgemiddelde temperatuur 12,6 °C
- 1965 - Laagste minimumtemperatuur −6,2 °C
- 1840 - Hoogste maximumtemperatuur 15,1 °C
- 1972 - Hoogste etmaalsom van de neerslag 16 mm

<< · 1 · 2 · 3 · 4 · 5 · 6 · 7 · 8 · 9 · 10 · 11 · 12 · 13 · 14 · 15 · 16 · 17 · 18 · 19 · 20 · 21 · 22 · 23 · 24 · 25 · 26 · 27 · 28 · 29 · 30 · >>